# Grainger Town

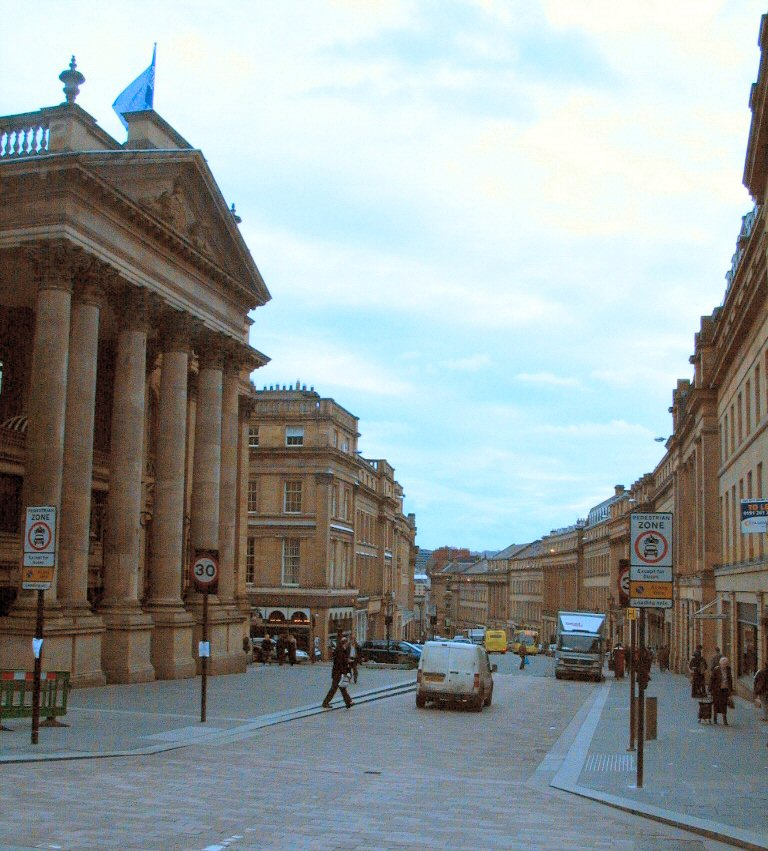
El Theatre Royal en la parte más alta de Grey Street.

Grainger Town es el centro histórico de la ciudad de Newcastle upon Tyne, Inglaterra. Contiene calles de estilo clásico construidas por Richard Grainger, un constructor y promotor, entre 1824 y 1841. Algunos de los edificios y las calles más representativas de Newcastle se sitúan en Grainger Town, incluidos Grainger Market, Theatre Royal, Grey Street, Grainger Street y Clayton Street. Sus edificios son en su mayoría de cuatro plantas, con buhardillas, cúpulas, torretas y chapiteles.
Se dice que Richard Grainger «encontró Newcastle construida de ladrillos y madera y la dejó de piedra». De los 450 edificios de Grainger Town, 244 están declarados monumentos clasificados, de los cuales 29 son de grado I y 49 de grado II*.
Grainger Town cubre aproximadamente 36 hectáreas, y su arquitectura recibe el apodo de Tyneside Classical. Una de las calles de Grainger Town, Grey Street, fue descrita por Nikolaus Pevsner como «una de las calles más bonitas de Inglaterra». La zona también incluye un priorato dominicano medieval del siglo XIII, porciones de las murallas históricas y muchos edificios georgianos y victorianos.
Casi toda Grainger Town está incluida en la zona central de conservación de Newcastle, una de las primeras de Inglaterra. La mayoría de los edificios son de propiedad privada. La zona que rodea Grey's Monument y Grey Street se está desarrollando rápidamente, con tiendas de alta calidad, moda de diseño y joyería. En esta zona se sitúa también la Central Exchange, que contiene la eduardiana Central Arcade.

## Grey Street

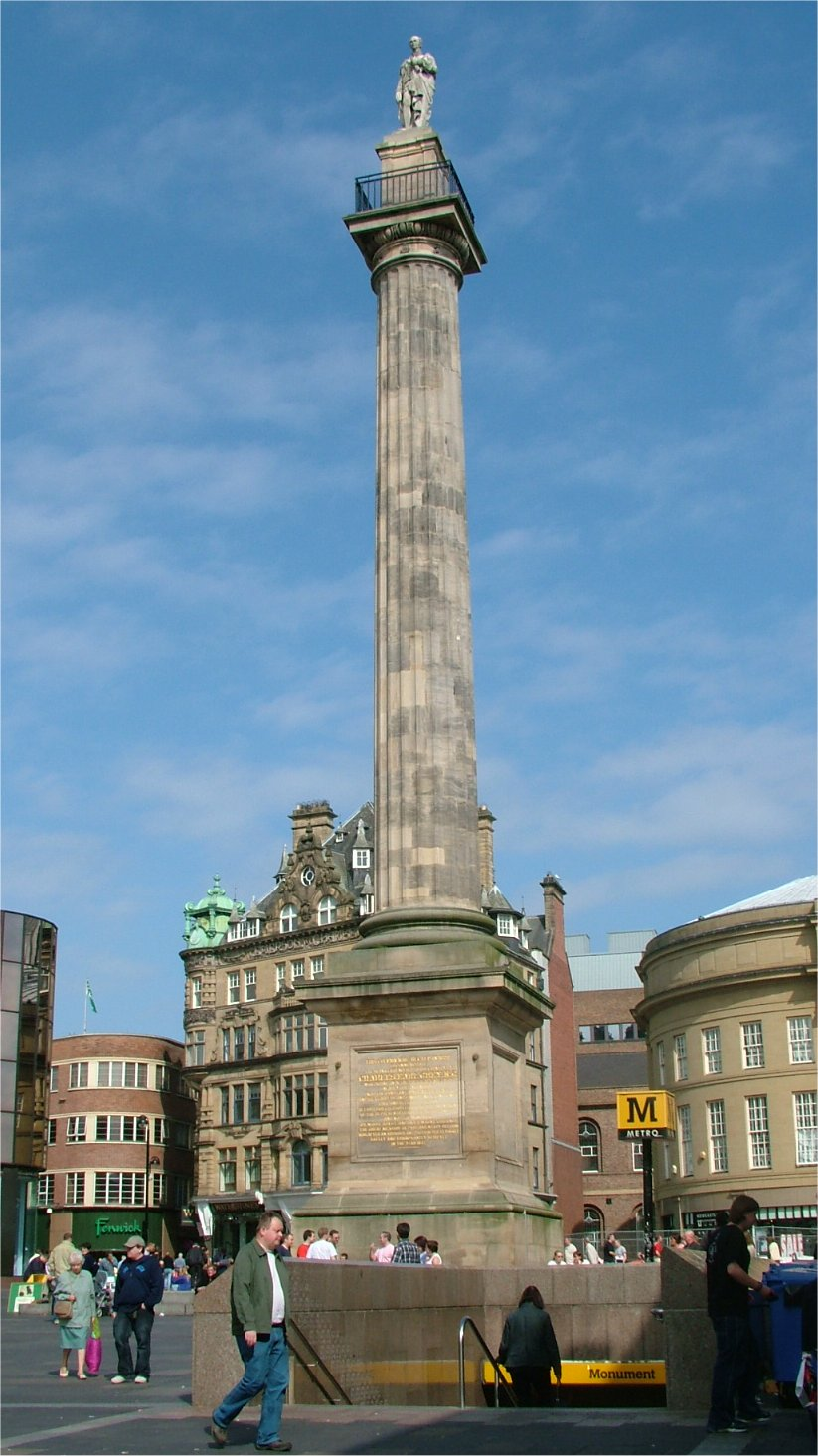
El Grey's Monument.

Grey Street fue construida por Grainger en la década de 1830 con la ayuda de varios arquitectos, incluido John Dobson. Todo el lado occidental de la calle fue diseñado por dos arquitectos del estudio de Grainger, John Wardle y George Walker. Dean Street, prolongación de Grey Street hacia el sur, se había construido antes, en 1749. Grey Street contiene el Theatre Royal, diseñado por John and Benjamin Green, la entrada sur a la estación Monument del Metro de Tyne and Wear y la Central Arcade. Es conocida por su arquitectura georgiana, y en 2010 fue votada «mejor calle del Reino Unido» por los oyentes de BBC Radio 4.
La calle discurre hacia el sur desde el Grey's Monument, y tras el cruce con Mosley Street pasa a llamarse Dean Street. Igual que Dean Street, sigue el recorrido de la Lorke o Lort Burn, arroyo que antiguamente desembocaba en el río Tyne pero actualmente está bajo tierra, y por eso se curva lentamente hacia el este al mismo tiempo que desciende hacia el río. La calle se llamaba inicialmente Upper Dean Street, pero se renombró posteriormente Grey Street.
Sir John Betjeman dijo de ella:

En cuanto a la curva de Grey Street, nunca olvidaré verla a la perfección, sin tráfico, en una brumosa mañana de domingo. Ni siquiera Regent Street, ni siquiera la antigua Regent Street de Londres, puede compararse con esa sutil curva descendente.

## Grainger Market

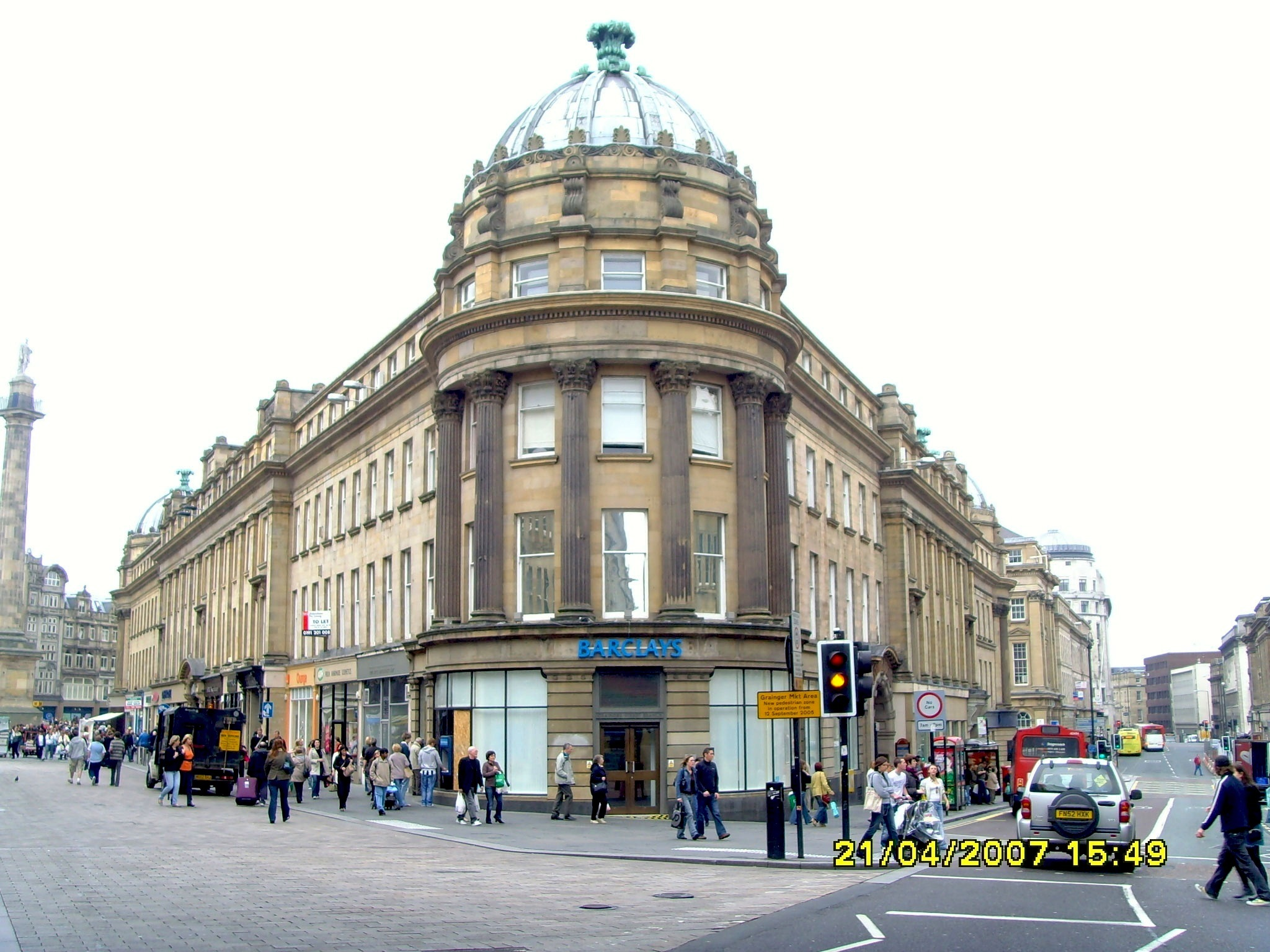
Central Arcade en Grainger Street con el Monument a la izquierda y Market Street a la derecha.

Grainger Market es un mercado cubierto declarado monumento clasificado de grado I, construido dentro de la renovación de la ciudad del siglo XIX para sustituir los mercados situados en Grey Street. Fue diseñado por John Dobson y se inauguró en 1835. Se dividió en dos partes: la sección este, que era un mercado de carne distribuido en una serie de pasillos, y la sección oeste, que era un mercado de verduras construido como un gran salón abierto. En 1898, la azotea del mercado de verduras estaba deteriorada y fue sustituida por su azotea actual en 1901. Los usos originales del mercado han cambiado considerablemente desde entonces, pero aún hay varios puestos de carniceros allí. El mercado contiene la que es quizá la sucursal más pequeña de Marks & Spencer, un puesto del mercado llamado Marks and Spencer's Original Penny Bazaar.

## Decadencia
En los años sesenta y setenta, se demolieron partes de Grainger Town, que representaban aproximadamente la cuarta parte de la superficie original de Grainger, para permitir la construcción de proyectos como Eldon Square Shopping Centre. En los años ochenta y noventa, la antigua zona próspera de la ciudad fue tomada por nuevos centros comerciales.
A principios de los años noventa, el legado de Richard Grainger estaba en mal estado debido a que las tiendas y oficinas se habían trasladado a otras ubicaciones. La población de la zona era de 1200 y estaba disminuyendo rápidamente. Estaban vacíos unos 100 000 m² de oficinas, y la zona mostraba los síntomas típicos de decadencia urbana. Había peticiones para demoler edificios históricos y calles enteras. Los problemas estructurales se hicieron evidentes, con un 47% de sus 244 edificios catalogados clasificados como «en riesgo» y otro 29% como vulnerable. La zona estaba en un entorno muy degradado y por tanto la confianza de los inversores era baja.

## Restauración de Grainger Town

### Información del proyecto
En 1993, el Ayuntamiento de Newcastle y English Heritage iniciaron un proyecto para restaurar los edificios en riesgo y detener la decadencia de la zona. En 1996, el Ayuntamiento de Newcastle, English Heritage y English Partnerships encargaron al estudio de arquitectura EDAW que diseñara un plan de regeneración de Grainger Town y preparara una propuesta para solicitar financiación del gobierno. El proyecto pretendía transformar Grainger Town en una zona dinámica y competitiva en el centro de la ciudad y hacer de Grainger Town un entorno de alta calidad apropiado para una importante capital regional europea. El proyecto tendría un plazo de ejecución de seis años. El proyecto empezó en abril de 1997, y en el momento de su finalización en marzo de 2003, se habían gastado en la zona más de 174 millones de libras, incluidos 146 millones del sector privado, superando en cien millones a la cifra planeada de 74 millones.

### Proyectos destacados

#### Union Rooms
JD Wetherspoons, una cadena de pubs británica, tardó trece meses en restaurar el estilo renacentista francés del antiguo Union Club frente a la Estación Central de Newcastle. Cuando se completó, el pub se renombró The Union Rooms. Como resultado de la restauración, se añadieron algunos elementos arquitectónicos, como una vidriera de cinco metros de altura y una enorme cúpula de cristal, para sustituir los elementos originales que estaban tan dañados que no había posibilidad de restaurarlos.

#### Bar Luga
El edificio fue construido en 1835 por Grainger para el Banco de Inglaterra. Este edificio, declarado monumento clasificado de grado II, fue rescatado del abandono y la decadencia en 1997 con la ayuda de una subvención. Tras la minuciosa restauración, Bar Luga se ha establecido en la planta baja, y hay oficinas de alquiler en las cuatro plantas restantes.

#### The Gate
Land Securities promovió un nuevo complejo comercial y de ocio de 19 235 m², que abrió sus puertas en 2002. The Gate es un centro comercial cubierto con una fachada de cristal, que alberga un cine de doce pantallas, un sky bar con vistas de toda la ciudad, una gran variedad de restaurantes y un casino.

### Cifras clave
- 1506 trabajos creados en Grainger Town, así como otros 800 por el aumento de confianza en la zona.
- 286 nuevas empresas creadas.
- 80 900 m² de superficie comercial nueva y/o renovada.
- 121 edificios restaurados para su uso, muchos de ellos catalogados y clasificados como «edificios en riesgo».
- Grey's Monument reparado y restaurado.
- 289 pisos y apartamentos construidos, muchos de ellos situados en las zonas de Grainger Street y Clayton Street.
- Westgate House, un edificio de oficinas de once plantas, quizá el edificio más impopular de Newcastle, fue adquirido por ONE North East y demolido entre finales de 2006 y principios de 2007.